# Tranquility (Node 3)

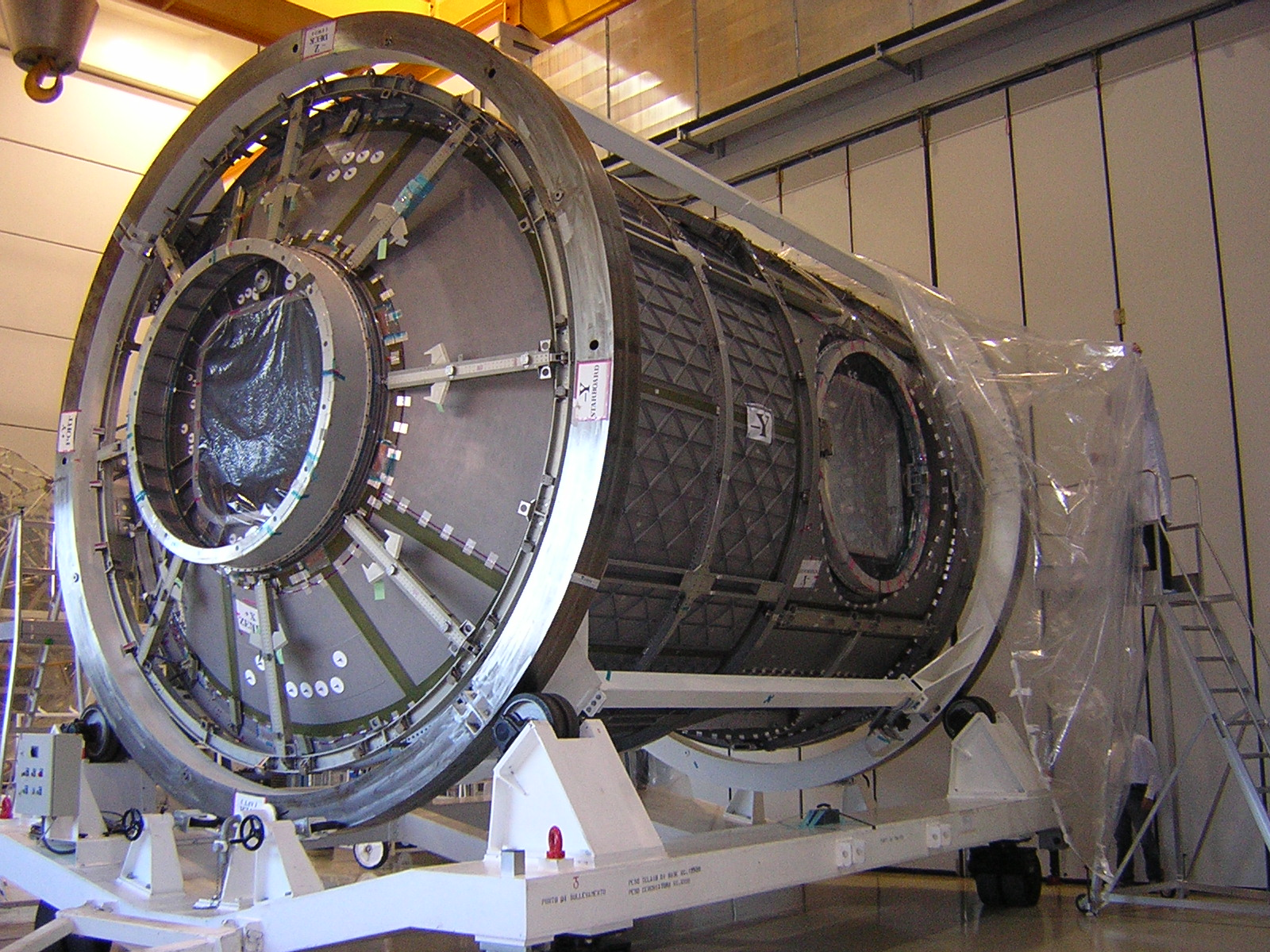
Tranquility

El Tranquility («Tranquil·litat»), també conegut com a Node 3, és un element afegit a l'Estació Espacial Internacional (ISS). Va ser construït sota la direcció de l'ESA i de l'Agència Espacial Italiana per Thales Alenia Space per la NASA i serà propietat de la NASA, la qual s'encarregarà del seu ús. Va ser portat a la ISS durant la missió STS-130. El seu llançament, que estava programat per al 7 de febrer de 2010 es va postergar a causa dels núvols i es va realitzar el 8 de febrer amb èxit. El 12 de febrer de 2010 va ser  atracat al port lateral del Node Unity.
El mòdul està proveït de sis posicions d'atracada, però quatre d'aquestes localitzacions quedaran deshabilitades, ja que els mòduls que estaven previstos afegir en un inici al Tranquility van ser cancel·lats. La STS-130 a més va transportar  Cupola, una gran finestra amb una estació de treball per controlar el Braç Robòtic Europeu que serà connectada al costat nadir del Tranquility. A més el mòdul inclou diversos sistemes crítics de la ISS, especialment els  sistemes de suport vital.